# 夏尔·贝特兰
夏尔·贝特兰（法語：Charles Bettelheim；1913年11月20日—2006年7月20日）法国马克思主义经济学家和历史学家，社会科学高等学院工业模式研究中心创始人，曾於非殖民化期间擔任部分发展中国家的政府经济顾问。其於法国新左翼界深具影响力，被《世界报》认为是“资本主义世界最引人注目的马克思主义者”之一。

## 生平
其父亨利·贝特兰是犹太血统的维也纳的奥地利人，是瑞士银行在巴黎的代表。1914年第一次世界大战开始后，这个家庭不得不离开法国，先居住在瑞士，然后居住在埃及。1922年，夏尔·贝特兰和他的法国母亲回到巴黎，在此期间，他住在埃及的父亲自杀身亡。
1933年阿道夫·希特勒上台后 ，夏尔·贝特兰首先加入“共产主义青年”，随后加入法国共产党。 除了在哲学、社会学、法律和心理学方面的学习外，他还学习了俄语。1936年7月，他凭借旅游签证抵达莫斯科。由于精通俄语，他获得了五个月的居留证，在此期间，他曾担任导游，之后承担了“莫斯科日报”的法文版，最后在莫斯科电影制片厂指导电影配音。在“大清洗”开始以及审判反对斯大林的布尔什维克领导人的紧张气氛中，他与苏联保持了一定距离，但没有真正放弃共产主义信念。他由于“诽谤性的”的言论被排除在共产党之外。1937年，他娶了年轻的激进共产主义者卢塞特·博瓦莱（Lucette Beauvallet），在德国占领期间，他与法国托派政党国际主义工人党合作。
第二次世界大战后，他成为法国劳动部的官员。1948年，他进入了高等研究应用学院的 “第六系”。他在战后时期的主要学术刊物《政治经济学和经济评论杂志》上发表文章，他的著作一般以相当有利的条件报道。
1950年代，他是埃及贾迈勒·阿卜杜-纳赛尔、印度贾瓦哈拉尔·尼赫鲁和阿尔及利亚艾哈迈德·本·贝拉的发言人。1958年，他创立“工业模式研究中心”。1963年，切·格瓦拉邀请他到古巴，在那里他参加了关于社会主义政治经济学的“大辩论”。但1970年代初期，贝特兰在《世界报》上宣布与古巴决裂，谴责了这个政权的“苏联化”。
1966年，贝特兰对中国特别感兴趣。他在理论规划方面帮助共产主义青年联盟（马列），但不直接隶属于该组织。为了研究文化大革命创造的新的工业发展方式，他以法中友好协会主席的身份，多次访问中华人民共和国。1976年毛泽东去世、怀仁堂政变后，1977年5月，贝特兰辞去法中友好协会主席职务，对新的领导人（华国锋和邓小平）持严厉批评态度。
1978年，中华人民共和国在邓小平的领导下，结束了经济独立（独立和自给自足) 发展的“毛派”策略。同时，马克思主义失去了影响力，尤其是在法国，反共产主义浪潮不仅成功地使马克思主义的“正统观点”丧失权威性，也波及像贝特兰这样的马克思主义批评者。1982年，他发表了《苏联国内阶级斗争》第三部分的两卷，这两卷致力于研究斯大林主义的“支配”和“支配者”，但贝特兰曾扎根的马克思主义环境已经解体。
从1980年起，贝特兰越来越停止——第三世界巨大政治变化的后果——以及欧洲“强硬社会主义”（hard-line socialism）的衰落和最终失败，在一种视计划经济（贝特兰贡献良多的经济体系）为与世界市场隔绝的气氛中，所有关于南方国家发展范式的辩论都显得过时。贝特兰写了一本回忆录，但未能完成。贝特兰居住在巴黎直到去世。他晚年没有发表任何言论。他的学生和多年的同事贝尔纳·沙旺斯（Bernard Chavance）是调节学派（Regulation school）的主要代表者之一。

## 思想
尽管他在莫斯科的经历是负面的，贝特兰保留他对苏联社会主义的赞同态度直到1960年代，他援引苏联的经济成就，基于一种独立观点赞赏它。在1956年，他支持苏联共产党第二十次代表大会上赫鲁晓夫开始的去斯大林化，以及苏联经济学家埃弗塞·格里戈里耶维奇·利别尔曼设想的计划领导下分散决策的改革。

### 对“经济主义”的批判
1963年的古巴辩论中，贝特兰反对切·格瓦拉的唯意志论的想法，他想通过快速和集中的工业化、道德动员“新人”，来废除自由市场和商品生产。贝特兰还反对另一计划——这计划菲德尔·卡斯特罗也署名了：切·格瓦拉和卡斯特罗偏好将糖的单一栽培作为古巴经济的基础，而不是苏联经济的严格类似。在古巴，贝特兰推荐一种多元化的经济制度，以农业为基础，谨慎的工业化，广泛的中央计划，混合形式的财产所有权与市场元素——一种务实的策略，类似于1922年列宁在俄罗斯开始的“新经济政策”。与格瓦拉不同，贝特兰认为（与斯大林的最后著作一致），“价值规律”是客观社会条件的表现，不能被随意的决定克服，只能被长期的社会改造过程克服。
这场辩论，揭示了将贝特兰与马克思主义 “正统观点” 区分开来的深刻分歧，“正统观点”认为社会主义是全部工业生产力最大集中化发展的结果。对贝特兰来说，社会主义不止是另一种发展方式；也是社会理解的改造过程。受中国文化大革命和毛泽东思想的启发，在与马克思主义哲学家路易·阿尔都塞的合作中，贝特兰反对 “经济主义” 和传统马克思主义的“生产资料的首要地位”：反对那种认为对社会关系的社会主义改造是生产力发展必然结果的想法（从生产力那里解放这些关系，根据马克思主义的正统观点，因为私有制在“资产阶级”社会支配生产力），他肯定积极的和政治的社会联系改造的必要性。在他的著作《经济计算和所有权形式》（Calcul économique et formes de proprieté），贝特兰重新思考了社会主义过渡的问题，他批评了认为国有化和生产资料国有制已经是“社会主义”的见解——不是所有权的「法律」形式，而是生产网络的「真正社会化」，表现了过渡时期的特征；社会主义计划的关键问题是，随着一种将生产的社会效用纳入考虑的测量方法的发展，产生“价值”形式的替代。

### 中国经验和对苏联的分析
在中国，贝特兰得到的印象是，他在见证一种转型过程。更具体地说，他指出，文化大革命——一场政治、思想和文化的上层建筑的革命——改变了工业组织，使工人全面参与一切决策，并消灭体力劳动和脑力劳动的差别。那些年，中国是新马克思主义“激进经济流派”的基准，这个流派由贝特兰、保罗·斯威齐、安德烈·岡德·法蘭克、萨米尔·阿明和反对“现代化”理论的其他人组成，他们确认，在全球资本主义体系边缘，在“欠发达”国家，唯一可能的“发展”是，在这些国家摆脱不平等且不对称的由帝国主义国家支配的世界市场联系的条件下，选择一种不同且独立的路径：发展生产，不是为了利润，也不是为了抽象财富的积累，而是为了人民的需要。
在所谓“毛派”方法的旗帜下，贝特兰开始了他在苏联历史方面的大部头著作：《苏联国内阶级斗争》（Les luttes de classes en URSS），书里他考察了苏联社会主义扭曲的原因，根据贝特兰的观点，苏联只不过是“国家资本主义”。路易·阿尔都塞的理论对贝特兰书中关于布尔什维克意识形态分析的观点产生了影响。贝特兰说明，十月革命后，布尔什维克没有实现曾被列宁设想的工人和贫苦农民联盟的长期稳定。在二十世纪二十年代，这个联盟被精英工人和反对农民的技术知识分子的联盟取代，在1928年的农业强制集体化达到顶点。“经济主义”意识形态（“生产力的首要性”），诞生于社会民主主义，被“工人贵族”和进步主义知识分子的利益滋养，因布尔什维克党的允许而复活了，充当新技术精英的合法性。它建立同样的科层结构、劳动分工和社会分化，正如资本主义。然而，由于“法律”制造的幻象，国有制被定义为“社会主义”，隐藏了现实存在的剥削。最后，贝特兰陷入对十月革命的社会主义性质的怀疑，将它解读为俄罗斯知识分子的激进分支掌握权力的过程，它“没收”了人民革命。
贝特兰是一种理论的主要支持者，这种理论认为“第三世界”国家的“发展”需要与帝国主义政治决裂和摆脱不平等的世界市场劳动分工的从属地位。它还包括对苏联的国际角色的尖锐批评，贝特兰认为苏联的发展政治只是资本积累模型的另一种变体。这种理论看见政治基础的解决的机会，为了实践另一种发展模型，不是面向积累和利润，而是面向一种经济制度，目标是人民的日常需求、并被农业和工业的平衡比例允许的经济制度。

### 影响
他的非正统马克思主义思想有助于对经典左翼的“进步主义”和“生产主义”的怀疑，导致“另类”思想的兴起，这种思想不仅自身产生了“社会解放来自工业发展”的观点，也追求把生产力发展放置在社会意识背景下（从根本上说，它没有超过源自卡尔·马克思的想法：结束社会行动对生产过程的服从，青睐自觉地服从社会需求的生产）。因此，贝特兰是一个中介，在“红色”思维和“绿色”思维之间，在社会主义和生态学之间。在经济理论领域，他的分析区分了不同形式的资本主义，影响了调节学派。

## 著作
- La planification soviétique. Rivière, 1945 (Soviet planning)
- L'économie allemande sous le nazisme, un aspect de la décadence du capitalisme. Rivière, 1946 (Bibliothèque générale d'économie politique) (The German economy under Nazism, an Aspect of the Decadence of Capitalism)
- Bilan de l'économie française (1919–1946). PUF, 1947 (Balance-sheet for the French Economy)
- Esquisse d'un tableau économique de l'Europe. Domat, 1948 (Draft of an economic picture of Europe)
- L'économie soviétique. Sirey, 1950 (The Soviet Economy)
- Une ville française moyenne. Auxerre en 1950. Étude de structure sociale et urbaine (avec Suzanne Frère). Colin, 1950 (Cahiers de la fondation nationale des sciences politiques) (An Average French City. Auxerre in 1950. Study of the Social and Urban Structure.
- Modèles de croissance et développement économique. Tiers-Monde, tome I, nos. 1-2, 1960 (Models of Economic Growth and Development)
- L'Inde indépendante. Colin, 1962 (Independent India)
- Planification et croissance accélérée. Maspero, 1965 (Collection Économie et socialisme) (Planning and Accelerated Growth)
- La transition vers l'économie socialiste. Maspero, 1968 (Transition to a Socialist Economy)
- Problèmes théoriques et pratiques de la planification. Maspero, 1970 (Theoretical and Practical Problems with Planning)
- Calcul économique et formes de propriété. Maspero, 1971 (Economic Calculus and Forms of Ownership)
- Révolution culturelle et organisation industrielle en Chine. Maspero, 1973 (Cultural Revolution and Industrial Organization in China)
- Les luttes de classes en URSS – Première période, 1917-1923. Seuil/Maspero, 1974 ("Class Conflict in the USSR—First period, 1917-1923)
- Les luttes de classes en URSS – Deuxième période, 1923-1930. Seuil/Maspero, 1977 (Class Conflict in the USSR—Second period, 1923-1930)
- Questions sur la Chine, après la mort de Mao Tsé-toung. Maspero, 1978 (Collection Économie et socialisme) (Questions about China after the Death of Mao Tse-tung)
- Les luttes de classes en URSS – Troisième période, 1930-1941. Tome I: Les dominés, tome II: Les dominants. Seuil/Maspero, 1982 ("Class Conflict in the USSR -- Third Period, 1930-1941. Vol. I: "The Dominated," Vol II: "The Dominators.")
- La pensée marxienne à l'épreuve de l'histoire, interview in Les Temps modernes, nº 472, 1985 (Marxist Thinking About the Experience of History)
- La pertinence des concepts marxiens de classe et lutte de classes pour analyser la société soviétique, dans Marx en perspective, Éditions de l'EHESS, 1985 (The Relevance of Marxist Concepts of Class Conflict to the Analysis of Soviet Society)

被翻译为中文的作品：
- 上海《国际问题资料》编辑组译，《苏联国内阶级斗争（第一时期：1917-1923）》，上海人民出版社，1975，原作出版于1974年
- 尚政译，郑文华、马清槐校，《论向社会主义过渡》，商务印书馆，1975，原作出版于1972年
- 刘纪康译，《致法中友好协会的辞职信》，来自外文出版局《编译参考》编辑部出版的《国外思潮（二）：毛泽东逝世后的中国》，1979，原作发表于1977年
- 刘纪康译，《大跃退》，来自外文出版局《编译参考》编辑部出版的《国外思潮（二）：毛泽东逝世后的中国》，1979，原作发表于1978年
- 中国工人研究网编译，《中国的文化大革命与工业组织——管理以及劳动分工的变革》，中国文化传播出版社，2009，原作出版于1973年